# Centro Comercial Hacienda Santa Bárbara
El Centro Comercial Hacienda Santa Bárbara es un centro comercial ubicado en el norte de Bogotá, en la localidad de Usaquén, inaugurado el 16 de diciembre de 1989.

## Características
El centro comercial fue construido en la hacienda colonial que perteneció al empresario José María Sierra a finales del siglo XIX e inicios del siglo XX. El predio fue declarado Monumento Nacional de Colombia en 1985. En la actualidad está conformado por un sector antiguo en donde se conserva la hacienda y una parte moderna integrada arquitectónicamente.
Se ubica exactamente sobre la carrera Séptima con la avenida Pepe Sierra, al frente del hospital Fundación Santa Fe y el Centro Empresarial Santa Bárbara